# Krúpova hoľa

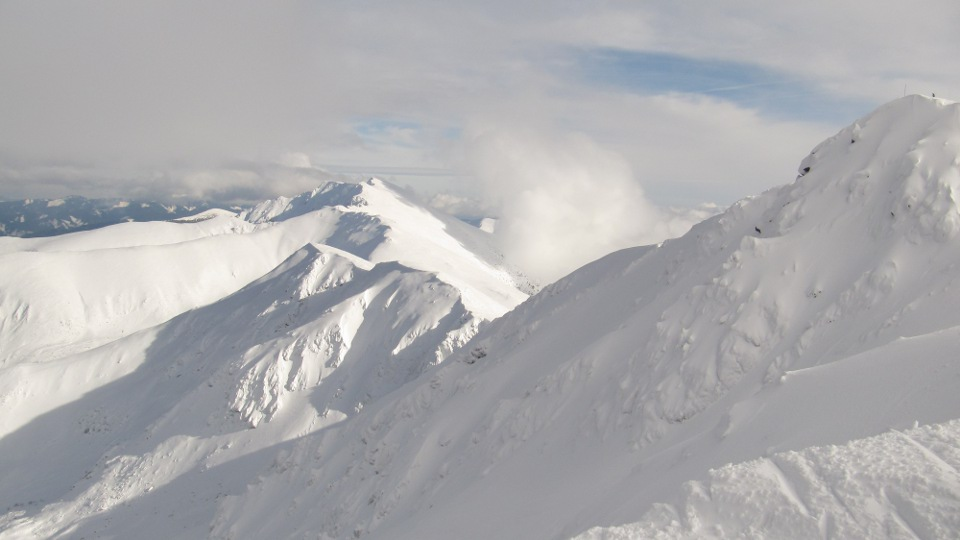
Widok z Chopoka na główny grzbiet z Krúpova hoľą

Krúpova hoľa (1922 m, dawniej również 1927 m) – szczyt w Niżnych Tatrach na Słowacji.

## Położenie
Znajduje się w zachodniej części Niżnych Tatr, w tzw. Dumbierskich Tatrach. Leży w głównym grzbiecie niżnotatrzańskim, ok. 900 m na północny zachód od szczytu Dziumbiera (Ďumbier), od którego oddziela go płytka przełęcz Krúpovo sedlo (ok. 1890 m). Natomiast po stronie zachodniej Przełęcz Demianowska (Demänovské sedlo, 1756 m) oddziela go od kolejnego wzniesienia głównego grzbietu, zwanego Konské (1875 m).

## Geologia i morfologia
Krúpova hoľa, zbudowana z granitu tzw. dumbierskiego, nie wyróżnia się zbytnio w panoramie Niżnych Tatr. Jej szczyt stanowi jedynie wyżej wypiętrzony fragment skalistego w tym miejscu grzbietu głównego, opadającego w kierunku południowym do Doliny Bystrej (Bystrá dolina) dość stromym stokiem zasłanym głazowiskiem wielkich bloków skalnych. Natomiast w kierunku północno-wschodnim jej strome, skaliste stoki, opadają potężnymi zerwami ku zamknięciu, będącemu jednym z najładniejszych cyrków lodowcowych tych gór. Istotne jest to, że szczyt jest zwornikiem dla odgałęziającego się tu w kierunku północnym (przez szczyt Prašivá i przełęcz Javorie) potężnego ramienia Krakowej Hali, rozdzielającego Dolinę Jańską (na wschodzie) od Doliny Demianowskiej (na zachodzie).

## Ochrona przyrody
Krúpova hoľa leży na obszarze Parku Narodowego Niżne Tatry. Jej strome, skaliste stoki, opadające ku dolince potoku Bystrá obejmuje rezerwat przyrody Ďumbier.

## Turystyka
Szczyt nie jest dostępny żadnym znakowanym szlakiem turystycznym i nie jest z reguły odwiedzany przez turystów. Jego stoki trawersują jednak dwa szlaki turystyczne. Czerwony, magistralny szlak turystyczny Niżnych Tatr, tzw. Cesta hrdinov SNP, trawersuje południowymi stokami szczytowego spiętrzenia Krúpovej holi od Przełęczy Demianowskiej po Krúpovo sedlo, północne stoki trawersuje szlak żółty.
Szlaki turystyczne
  odcinek: Chopok – Konské – Demänovské sedlo – Krúpova hoľa – Krúpovo sedlo
  Demänovské sedlo – Prašivá – Tanečnica – Javorie (przełęcz) – skrzyżowanie z niebieskim szlakiem na stokach szczytu Krakova hoľa, nim do Doliny Demianowskiej